# Monceau-le-Neuf-et-Faucouzy
Monceau-le-Neuf-et-Faucouzy település Franciaországban, Aisne megyében. Lakosainak száma 321 fő (2022. január 1.). Monceau-le-Neuf-et-Faucouzy Bois-lès-Pargny, Chevresis-Monceau, Le Hérie-la-Viéville, Housset, Landifay-et-Bertaignemont, Parpeville és Sons-et-Ronchères községekkel határos.

## Népesség
A település népességének változása:
| Lakosok száma | 459  | 370  | 348  | 336  | 344  | 321  | 319  | 324  | 322  | 321  |
|               | 1968 | 1982 | 1990 | 2006 | 2011 | 2016 | 2017 | 2019 | 2020 | 2022 |